# Bernard Lamblin
Pour les articles homonymes, voir Lamblin.
Bernard Lamblin, né à Lille le 18 janvier 1921 et mort le 20 septembre 1978, est un auteur français, d'abord professeur de philosophie dans divers lycées avant d'être professeur d'esthétique à la Sorbonne. Il est le mari de Bianca Lamblin.

## Biographie
Bernard Lamblin fréquente le lycée Pasteur où il est élève de Sartre, avec Jean Kanapa et Raoul Levy, puis avec eux la Sorbonne, où ils sont dénommés les « petits Sartre ». Bianca Bienenfeld les rejoint et Bernard Lamblin l'épouse le 12 février 1941. Agrégé de philosophie en 1948, il est professeur au lycée Bugeaud d'Alger.
Au début des années 1940, il se lie avec plusieurs peintres de la non figuration (Jean Le Moal, Alfred Manessier).
À la Sorbonne, de 1960 à 1978, ses cours d'esthétique ont notamment pour sujet les réflexions de Bergson, Diderot, Élie Faure, Hegel, Fernand Léger, Gaston Bachelard ou ses analyses des natures mortes et des paysages hollandais.
Il meurt d'un cancer le 20 septembre 1978.

## Peinture et temps
Dans sa thèse « Peinture et temps », préparée sous la direction d'Étienne Souriau et publiée après sa mort, en 1983, mais dont il y résumait les analyses dans ses cours, Bernard Lamblin, poursuivant ses recherches sur ce qu'il appelle les « arts du temps », distingue deux formes de temporalité en art : le « temps d'itinéraire » d'une part, qui pourrait s'exprimer par la phrase de Paul Klee « L'œil suit les chemins qui lui ont été ménagés dans l'œuvre » et, d'autre part, le « contenu temporel », qui reflète un moment de la vie, de la nature ou de l'histoire par la « figuration » d'êtres ou d'objets (portraits, autoportraits ou natures mortes), l'objectivation d'un effet de lumière (thèmes « impressionnistes ») ou encore la transposition de situations (scènes de genre). La première relèverait de la perception alors que la seconde serait plutôt une affaire de représentation.

Dans ce même ouvrage, il répond aux détracteurs de Monet, qui reprochent à l'artiste la production de séries de tableaux sur un même sujet dans différentes conditions de lumière, dans lesquelles celui-ci cherchait à obtenir ce qu’il appelait l’« instantanéité », en faisant remarquer : 

« Et voilà, le grand mot lâché ! Monet est le seul à n’avoir pas le droit d’avoir sur la peinture un point de vue propre, original et constant. Dès que son effort tend vers une certaine unité, il est accablé de cette insulte : systématique. »

Sa connaissance de la peinture permettait à Bernard Lamblin d'évoquer dans ses analyses de la lecture du regard aussi bien les peintres chinois que les artistes flamands, Hartung que Hayter.

## Publications

### De Bernard Lamblin
- Art et nature, Librairie philosophique J. Vrin, Paris, 1979, 158 p., texte établi par Bianca Lamblin d'après les cours de Bernard Lamblin de 1967-1968
- « Fragment d'un chapitre sur le futurisme », dans Les Études philosophiques, Presses universitaires de France, Paris, octobre-décembre 1979
- Peinture et temps, avant-propos de Bianca Lamblin, préface de Mikel Dufrenne, 786 p., Librairie Méridiens-Klincksieck, 1983  (ISBN 2-8594-4072-0 et 2-86563-053-6) (BNF 34728779) ; 2e édition, 1987  (ISBN 2-8656-3132-X)

### Sur Bernard Lamblin
: source utilisée pour la rédaction de cet article
- Bianca Lamblin, Mémoires d'une jeune fille dérangée, Éditions Balland, Paris, 1993, 208 p. ; rééditions : LGF - Livre de Poche, 1994, 184 p.  (ISBN 2-2531-3593-3) ; Éditions Balland, Paris, 2006, 206 p.  (ISBN 2-7158-0994-8)